# Háje (stație de metrou din Praga)
Háje fosta Kosmonautů este demult capătul Al Liniei C a fost deschisă Pe 11 noiembrie 1980 pentru călători, Stația are scări rulante noi din 1 ianuarie 2020.